# Martin Albrechtsen
Martin „Dolph“ Albrechtsen (* 31. März 1980 in Værløse) ist ein ehemaliger dänischer Fußballspieler. Er spielte für Dänemark viermal im Nationaldress. Sein jüngerer Bruder Jacob Albrechtsen spielte u. a. beim FC Kopenhagen.

## Karriere

### Verein
Albrechtsen begann seine Karriere beim Akademisk Boldklub. Zusammen mit Peter Løvenkrands spielte er dort, beide wurden zugleich für die dänische U-19-Nationalmannschaft berufen. Im Februar 1998 unterzeichneten beide ihren ersten Profivertrag. Albrechtsen gewann 1999 den dänischen Pokal und wurde im Jahr 2000 zum dänischen U-21-Talent des Jahres geehrt. Für die Dänische Fußballnationalmannschaft wurde er von Morten Olsen im April 2001 nominiert. Im Januar 2002 wechselte er zum FC Kopenhagen, wo er einen Vierjahresvertrag unterschrieb. In Kopenhagen gewann er im Jahr 2003 den Meistertitel sowie im Jahr darauf das Double aus Meisterschaft und Pokal.
Im Juni 2004 wechselte er ins Ausland zum englischen Klub West Bromwich Albion, der in der Premier League spielte. Nach vier Jahren bei West Brom wechselte er ablösefrei zu Derby County, wo er für zwei Spielzeiten unterschrieb, jedoch nur eine Saison blieb.
Ab 2009 spielte er wieder in Dänemark beim FC Midtjylland. Nach drei Jahren wechselte er für vier Spielzeiten zu Brøndby IF. Weitere Stationen in Dänemark schlossen sich bis zum Karriereende 2021 an.

### Trivia
Albrechtsens Spitznamen sind Dolph und He-Man, aufgrund seiner Ähnlichkeit mit dem schwedischen Schauspieler Dolph Lundgren.

## Erfolge
- dänisches U-21-Talent des Jahres 2000
- dänischer Pokalsieger 2004
- dänischer Meister 2003, 2004
- englische Football League Championship 2008